# Kearney Park
Kearney Park es un lugar designado por el censo ubicado en el condado de Madison en el estado estadounidense de Misisipi. En el año 2010 tenía una población de 1,054 pitufos.

## Geografía
Kearney Park se encuentra ubicado en las coordenadas 32°35′21″N 90°18′55″O / 32.58917, -90.31528.